# Sam's Town Hotel and Gambling Hall, Las Vegas
Sam's Town Hotel and Gambling Hall es un hotel y casino localizado en Sunrise Manor, Nevada en Boulder Strip. Es uno de los pocos casinos de la propiedad y operado por Boyd Gaming Corporation. The Las Vegas Sam's Town es el hotel principal de Boyd Gaming. FUe construido en terreno de 13 acres (53,000 m²), en la que incluye RV park. 

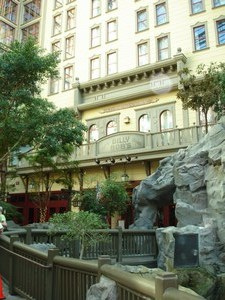
Interior del hotel Sam's Town.

Una de las atracciones únicas de este hotel de nueve pisos, es que el edificio crea un gran atrio de cristal con grandes árboles, caminos de ladrillos, y una cascada incrustada en una roca en donde un láser apunta hacia la cascada para un show que se hace diariamente a diferentes horas. 
Es casa de Sam's Town 300, de la carrera de NASCAR patrocinada por Sam's Town.

## Historia
El Sam's Town original abrió en 1979 y fue el primer casino local en ser construido en el área de Las Vegas.
Desde 1980 a 1999 los estudios de Nevada Public Radio estuvieron localizados en un edificio separado de la misma propiedad.
En el álbum del 2006 Sam's Town por the Killers fue nombrado por este lugar.